# Космос-1736
Космос-1736 је један од преко 2400 совјетских вјештачких сателита лансираних у оквиру програма Космос.
Космос-1736 је лансиран са космодрома Тјуратам, Бајконур, СССР, 21. марта 1986. Ракета-носач је поставила сателит у орбиту око планете Земље. 